# Wappen Bhutans

Wappen Bhutans

Das Wappen Bhutans (bhutanisch རྒྱལ་ཡོངས་ ལས་རྟགས། rgyal-yongs las-rtags) ist in dieser Form seit 1980 in Gebrauch.

## Beschreibung
Das Wappen zeigt eine Scheibe, in der sich zwei Drachen um das Rad eines doppelten Vajra drehen.
Der doppelte Vajra symbolisiert die Harmonie zwischen religiöser und weltlicher Macht.
Die Drachen stehen für den Namen des Landes, Druk Yul, was übersetzt aus der Sprache Dzongkha ins Deutsche Land des Drachen heißt. Oben halten die Drachen den dreifachen Edelstein der buddhistischen Philosophie.
Über dem Rad befindet sich ein Ashtamangala-Schirm (skt.: Chattra), der wie ein Herzschild anmutet. Der Schirm ist ein Symbol für den geistlichen Schutz des Volkes Bhutans und seines Königs.
Unter dem Rad befindet sich eine Lotosblüte, Zeichen für Ruhe, Frieden und Reinheit.
Neben der sehr komplizierten Darstellung des Wappens existiert noch eine vereinfachte Version, bei der zwei Drachen das „Dorji Gyatum“ halten.
Die runde Wappenform soll die buddhistische Vorstellung vom Universum anzeigen.